# Виконавчий аеропорт Далласа
Виконавчий аеропорт Далласа(англ. Dallas Executive Airport) (IATA: RBD, ICAO: KRBD, FAA ідент. місц.: RBD), колишній аеропорт Редбьорд (англ. Redbird Airport) - цивільний аеропорт, розташований за 10 км на південь від Далласа, округ Даллас, штат Техас. Аеропорт використовується для загальної авіації та є аеропортом для зменшення навантаження на Даллас Лав-Філд. В 2013 році Commemorative Air Force оголосили, що вони збудують «Національну авіабазу» у виконавчій владі, яка включатиме їх штаб-квартиру та головний музей, обидва з яких будуть переміщені до Мідленду. З 2016 р. Commemorative Air Force створили штаб-квартиру в аеропорті і зараз займають ангар на південно-східній частині аеродрому. Крім того, відділ поліції Далласу експлуатує їх вертольоти з виконавчого аеропорту Далласа.
Протягом 2017 р. було проведено масштабні роботи з поліпшення існуючих злітно-посадкових смуг, і в 2018 р. проводиться більше робіт з продовження злітно-посадкової смуги 13/31 для поліпшення доступу до більш високопродуктивних літальних апаратів.

## Обладнання
Виконавчий аеропорт Далласа займає площу, розмірами в 433 га та має 2 злітно-посадкові смуги:
- 13/31: 1,966 x 46 м Асфальт/Бетон
- 17/35: 1,158 x 46 м Асфальт/Бетон